# Ibusuki
Ibusuki (指宿市?) è una città giapponese della prefettura di Kagoshima.